# Antas de Ulla
Antas de Ulla là một đô thị thuộc tỉnh Lugo trong vùng Galicia, phía bắc Tây Ban Nha. Đô thị này có diện tích là ki-lô-mét vuông, dân số năm 2009 là người với mật độ người/km². Đô thị này có cự ly km so với Tarragona.